# Trivselhus
Trivselhus är en svensk hustillverkare för enfamiljsvillor, gruppbyggda småhus, lägenheter och bostadsrätter. Företaget grundades 1993 och hade 2021 cirka 200 medarbetare.
Företagets huvudanläggning ligger i Korsberga i Vetlanda kommun och hus tillverkas även vid anläggning i Landsbro. Trivselhus marknadsför även varumärket Movehome. Trivselhus har försäljningskontor i Malmö och Luleå samt internationell export.
Trivselhus var tidigare en del av Södra Skogsägarna, men är sedan 2021 en del av Svensk Husproduktion som ägs av investmentbolaget Profura. Systerbolag är LB-hus.